# Nanumaga
Nanumanga o Nanumaga è un'isola corallina e un distretto della nazione insulare dell'Oceania di Tuvalu. Ha una superficie di circa 3 km2 con una popolazione di 391 abitanti (censimento del 2022). Appartiene amministrativamente a Tuvalu,
Gli unici villaggi dell'isola sono Toga e Tokelau.